# Lünen
Lünen (parfois écrit Luynen) est une ville de Rhénanie-du-Nord-Westphalie, en Allemagne. Située au nord de Dortmund, le long de la Lippe, elle est la ville la plus peuplée de l'arrondissement d'Unna.

## Histoire
| Appartenances historiques Comté de La Marck 1288-1806 Grand-duché de Berg 1806-1813 Royaume de Prusse (Province de Westphalie) 1815-1918 République de Weimar 1918-1933 Reich allemand 1933-1945 Allemagne occupée 1945-1949 Allemagne 1949-présent |

## Personnalités liées à la ville
- Gerta Overbeck (1898-1977), peintre de la Nouvelle objectivité
- Max Simon (1899–1961), militaire.
- Walter Behrendt (1914-1997), homme politique.
- Kurt Denkert (1929-2017), homme politique.
- Friedhelm Konietzka (1938–2012), footballeur.
- Eckhart Tolle (né en 1948), écrivain.
- Karl-Heinz Granitza (né en 1951), footballeur.
- Max Raabe (né en 1962), musicien.
- Erdinc Karakas (1998-), footballeur